# Watauga (Texas)
Watauga es una ciudad ubicada en el condado de Tarrant en el estado estadounidense de Texas. En el Censo de 2010 tenía una población de 23497 habitantes y una densidad poblacional de 2.178,73 personas por km².

## Geografía
Watauga se encuentra ubicada en las coordenadas 32°52′19″N 97°15′5″O / 32.87194, -97.25139. Según la Oficina del Censo de los Estados Unidos, Watauga tiene una superficie total de 10.78 km², de la cual 10.78 km² corresponden a tierra firme y (0.05%) 0.01 km² es agua.

## Demografía
Según el censo de 2010, había 23497 personas residiendo en Watauga. La densidad de población era de 2.178,73 hab./km². De los 23497 habitantes, Watauga estaba compuesto por el 79.33% blancos, el 5.9% eran afroamericanos, el 0.87% eran amerindios, el 5.09% eran asiáticos, el 0.25% eran isleños del Pacífico, el 5.6% eran de otras razas y el 2.97% pertenecían a dos o más razas. Del total de la población el 20.07% eran hispanos o latinos de cualquier raza.